# Bangladesh nos Jogos Olímpicos de Verão de 2000
O Bangladesh participou dos Jogos Olímpicos de Verão de 2000 em Sydney, Austrália.